# Nemanja Belaković
Nemanja Belaković (serbisch-kyrillisch Немања Белаковић; * 8. Januar 1997 in Kraljevo) ist ein serbischer Fußballspieler.

## Karriere
Belaković begann seine Karriere beim FK Partizan Belgrad. Zur Saison 2014/15 wechselte er zum OFK Belgrad. Im November 2014 debütierte er für den OFK im Stadtduell gegen den FK Roter Stern Belgrad in der SuperLiga. In zwei Spielzeiten für OFK Belgrad absolvierte er 14 Partien in der höchsten serbischen Spielklasse. Zur Saison 2016/17 wechselte der Angreifer nach Kroatien zum Zweitligisten NK Novigrad. In eineinhalb Jahren in Kroatien absolvierte er 44 Spiele in der 2. HNL, in denen er viermal traf.
Im Februar 2018 kehrte er nach Serbien zurück und schloss sich dem Erstligisten FK Čukarički an. In einem Jahr bei Čukarički kam er zu insgesamt 18 Einsätzen in der SuperLiga und erzielte dabei ein Tor. Im Februar 2019 wechselte Belaković nach Lettland zum FK Spartaks Jūrmala. In seiner ersten Spielzeit im Baltikum kam er zu 28 Einsätzen in der Virslīga, in denen er elf Tore machte. Damit war er hinter seinem Landsmann Darko Lemajić der zweitbeste Torschütze in der lettischen ersten Liga. Dasselbe gelang ihm in der Saison 2020: Mit 15 Treffern in 26 Einsätzen war er hinter Dodô der zweiterfolgreichste Torschütze der Virslīga.
Im Juli 2021 wechselte Belaković nach Österreich zum Bundesligisten TSV Hartberg, bei dem er einen bis Juni 2023 laufenden Vertrag erhielt. Nach Problemen mit der Spielberechtigung des Serben (Spartaks hatte zunächst bis zum Deadline-Day keine Freigabe erteilt) durfte Hartberg ihn erst ab Anfang September einsetzen. Fortan kam er zu sieben Einsätzen für die Steirer in der Bundesliga, in denen er ein Tor erzielte. Nach wenigen Monaten verließ er Hartberg im Januar 2022 bereits wieder und kehrte daraufhin nach Lettland zurück, wo er sich diesmal dem FK Liepāja anschloss.